# Märzenhalde (Schonwald)
Das Gebiet Märzenhalde ist ein mit Verordnung vom 19. April 2005 durch die Körperschaftsforstdirektion Tübingen ausgewiesener Schonwald (Schutzgebiet-Nummer 200016) bei Bad Überkingen im Landkreis Göppingen in Baden-Württemberg.

## Lage
Bei dem Schutzgebiet handelt es sich um einen Schluchtwald und Blockwald nordöstlich von Aufhausen, einem Stadtteil von Geislingen an der Steige. 
Bis auf einen kleinen Zipfel zwischen Aubach und Schinderklinge ist der Schonwald deckungsgleich mit dem Naturschutzgebiet Autal.
Der Schonwald ist Teil des FFH-Gebiets Filsalb und er ist Teil des Vogelschutzgebiets Mittlere Schwäbische Alb.
Der Schonwald liegt im Staatswald Landkreis Göppingen (früher Geislingen) und umfasst die Abteilung 6 sowie Teile der Abteilung 5 des Distriktes 40 „Halde“.
Der Autalbach (Fils, Bad Überkingen) entspringt im Schutzgebiet und die Schinderklinge (Autalbach) durchfließt den Schonwald.

## Geologie
Die Felsen im Schutzgebiet bestehen aus Kalkstein des Weißen Jura.

## Vegetation
Im Schonwald kommen laut Waldbiotopkartierung die folgenden Arten vor:
Spitzahorn, Berg-Ahorn, Nesselblättrige Glockenblume, Finger-Segge, Sparrige Segge, Gemeine Hainbuche, Rotbuche, Gemeine Esche,
Waldmeister, Wald-Labkraut, Ruprechtskraut, Gemeiner Efeu, Rote Heckenkirsche, Wald-Bingelkraut, Hain-Rispengras, Traubeneiche,
Stachelbeere, Schwarzer Holunder, Fuchssches Greiskraut, Gewöhnliche Goldrute, Sommerlinde, Bergulme, Weiß-Tanne, Buschwindröschen,
Wald-Engelwurz, Aronstab, Gewöhnliche Haselwurz, Hohler Lerchensporn, Gemeine Hasel, Gewöhnliche Goldnessel, Natterkopf-Habichtskraut,
Frühlings-Platterbse, Ährige Teufelskralle, Pracht-Primel, Scharfer Hahnenfuß, Gewöhnliche Goldrute, Wald-Ziest, Echter Baldrian,
Wolliger Schneeball, Gewöhnlicher Schneeball, Gelbes Windröschen, Braunstieliger Streifenfarn, Gewöhnlicher Dornfarn, Echter Wurmfarn,
Gewöhnlicher Spindelstrauch, Scharbockskraut, Großes Springkraut, Frühlingsknotenblume, Ausdauerndes Silberblatt, Gemeine Fichte,
Vielblütige Weißwurz, Gelappter Schildfarn, Gewöhnlicher Klettenkerbel, Große Brennnessel, Grasfrosch, Blaugrüne Segge, Wald-Segge,
Gewöhnliche Waldrebe, Maiglöckchen, Mandelblättrige Wolfsmilch, Bunter Hohlzahn, Stinkende Nieswurz, Türkenbund, Wald-Flattergras,
Gewöhnliche Pestwurz, Himbeere, Knotige Braunwurz, Kleines Immergrün, Wald-Veilchen, Giersch, Wald-Trespe, Großes Hexenkraut,
Kohldistel, Echter Seidelbast, Rasen-Schmiele, Wald-Schwingel, Bach-Nelkenwurz, Echte Nelkenwurz, Gefleckte Taubnessel, Einbeere,
Hasenlattich, Zwerg-Holunder, Schwarzspecht, Feldahorn, Gemeine Schafgarbe, Knoblauchsrauke, Berg-Lauch, Gewöhnliche Felsenbirne,
Sand-Schaumkresse, Rauhaarige Gänsekresse, Hügel-Meier, Mauerraute, Wald-Zwenke, Aufrechte Trespe, Pfirsichblättrige Glockenblume,
Rundblättrige Glockenblume, Zwiebel-Zahnwurz, Vogelfuß-Segge, Acker-Hornkraut, Schöllkraut, Roter Hartriegel, Hohler Lerchensporn,
Gewöhnliche Zwergmispel, Zweigriffeliger Weißdorn, Zerbrechlicher Blasenfarn, Gewöhnlicher Natternkopf, Zypressen-Wolfsmilch, Echter Schaf-Schwingel,
Bleicher Schwingel, Gewöhnlicher Rot-Schwingel, Wald-Erdbeere, Echtes Labkraut, Gelbes Sonnenröschen, Gewöhnlicher Hufeisenklee,
Magerwiesen-Margerite, Nickendes Perlgras, Mauerlattich, Oregano, Schwarzkiefer, Schmalblättriges Wiesen-Rispengras, Gewöhnlicher Tüpfelfarn,
Frühlings-Fingerkraut, Echte Schlüsselblume, Schlehdorn, Knolliger Hahnenfuß, Purgier-Kreuzdorn, Hundsrose, Kleiner Wiesenknopf,
Rispen-Steinbrech, Tauben-Skabiose, Weiße Fetthenne, Kalk-Blaugras, Echte Mehlbeere, Aufrechter Ziest, Straußblütige Wucherblume,
Edel-Gamander, Breitblättriger Thymian, Großer Ehrenpreis, Weiße Schwalbenwurz, Europäische Lärche, Lanzen-Schildfarn, Geflecktes Lungenkraut,
Feld-Rose, Roter Holunder, Vogelbeere, Spitzwegerich, Pracht-Königskerze, Wald-Frauenfarn, Vogelkirsche, Stieleiche,
Wechselblättriges Milzkraut, Sal-Weide, Geflügelte Braunwurz, Palustriella commutata, Rote Waldameise, Hirschzungenfarn, Mittleres Zittergras,
Pyramiden-Schillergras, Purgier-Lein, Gewöhnlicher Hornklee, Wiesensalbei, Scharfer Mauerpfeffer, Nickendes Leimkraut, Mittlerer Klee,
Feuersalamander, Wald-Habichtskraut, Wald-Witwenblume, Vogel-Nestwurz, Wald-Sauerklee, Großes Mausohr, Silber-Weide.
Im Schutzgebiet liegen elf Biotope: Felsband im NSG "Autal" N Aufhausen mit der Biotopnummer 274241174539, Klinge N Aufhausen mit der Biotopnummer 274241174538, Schluchtwald im NSG Autal mit der Biotopnummer 274241174764, Sukzession im NSG "Autal" N Aufhausen mit der Biotopnummer 274241174541, Altholz NSG "Autal" N Aufhausen mit der Biotopnummer 274241174576, Felsen zwischen Aufhausen und Türkheim (2) mit der Biotopnummer 274241174550, Felsen zwischen Aufhausen und Türkheim (3) mit der Biotopnummer 274241174546, Felsen mit Trockenvegetation a. TK 7424NO (1) mit der Biotopnummer 274241175521, Felsen NO Aufhausen mit der Biotopnummer 274241174558, Kalktuffquellen zw. Aufhausen und Überkingen mit der Biotopnummer 274241175511, Felsen zwischen Aufhausen und Türkheim (1) mit der Biotopnummer 274241174578. 

## Schutzzweck
Der Schutzzweck des Schonwalds ist gemäß Schutzgebietsverordnung
- Erhaltung, Pflege und Verjüngung eines artenreichen, naturnahen und standortstypischen Laubwaldökosystems an den Weißjura-Steilhängen des Autales mit dem Vorkommen seltener Pflanzenarten wie Märzenbecher (Leucojum vernum) und Hohler Lerchensporn (Corydalis cava).

## Betreuung
Wissenschaftlich betreut wird der Schonwald durch die Forstliche Versuchs- und Forschungsanstalt Baden-Württemberg (BVA).